# Edoardo Masciangelo
Edoardo Masciangelo (Roma, 8 luglio 1996) è un calciatore italiano, difensore o centrocampista del Frosinone.

## Caratteristiche tecniche
Terzino sinistro molto duttile tatticamente, abile soprattutto in fase di spinta, può essere utilizzato anche come esterno di centrocampo; è rapido e dotato di una buona corsa.

## Carriera
Cresciuto nel settore giovanile della Roma, dove trascorre dieci anni, nel 2014 si trasferisce alla Fiorentina, con cui disputa un campionato con la formazione Primavera. Il 26 luglio 2015 viene tesserato dall’Arezzo; dopo una prima stagione tra i professionisti da 13 presenze totali, firma un rinnovo biennale con gli Amaranto.
Nel 2017 viene acquistato dal Piacenza, voluto dal neo direttore sportivo Luca Matteassi che nel campionato precedente lo aveva affrontato da calciatore. Con gli emiliani disputa un'ottima stagione a livello individuale, segnalandosi come uomo assist e come uno dei migliori giovani del campionato. L'11 giugno 2018 passa al Lugano, con cui firma un triennale. Il 27 gennaio 2019, dopo aver disputato 15 partite di campionato e 2 di Coppa di Svizzera, viene ceduto in prestito alla Juventus U23, insieme allo svizzero Nikita Vlasenko; in cambio la società ticinese acquista Roman Macek e Cendrim Kameraj.
Riscattato nell'estate successiva dalla squadra torinese, il 31 agosto 2019 si trasferisce a titolo temporaneo al Pescara; il 24 gennaio 2020 viene acquistato a titolo definitivo dagli abruzzesi, in uno scambio che vede coinvolto anche Matteo Brunori. Conclude la sua prima stagione in Serie B conquistando la salvezza ai play-out ai danni del Perugia; nella sfida di ritorno con gli umbri realizza l'ultimo penalty ai tiri di rigore, decisivo per la salvezza del Pescara.
Il 21 luglio 2021 viene ceduto al Benevento, in Serie B. Nel gennaio 2023 viene ceduto in prestito al Palermo, squadra in cui giocherà solo 4 partite, per poi, a giugno, fare rientro in Campania. Lungo la stagione 2023-2024, colleziona in tutto 29 presenze con il Benevento, contribuendo al raggiungimento dei play-off di Serie C, in cui i campani vengono eliminati nelle semifinali dalla Carrarese.
Il 7 giugno 2024, viene annunciato l'ingaggio a parametro zero di Masciangelo da parte del Cittadella, in Serie B, diventato ufficiale a partire dal 1º luglio seguente.
Il 19 luglio 2025 viene acquistato dal Frosinone. Si lega al club ciociaro fino al 2027 con opzione per il prolungamento del contratto fino al 2028

## Statistiche

### Presenze e reti nei club
Statistiche aggiornate al 13 maggio 2025.
| Stagione         | Squadra          | Campionato       | Campionato | Campionato | Coppe nazionali | Coppe nazionali | Coppe nazionali | Coppe continentali | Coppe continentali | Coppe continentali | Altre coppe | Altre coppe | Altre coppe | Totale | Totale |
| Stagione         | Squadra          | Comp             | Pres       | Reti       | Comp            | Pres            | Reti            | Comp               | Pres               | Reti               | Comp        | Pres        | Reti        | Pres   | Reti   |
| ---------------- | ---------------- | ---------------- | ---------- | ---------- | --------------- | --------------- | --------------- | ------------------ | ------------------ | ------------------ | ----------- | ----------- | ----------- | ------ | ------ |
| 2015-2016        | Arezzo           | LP               | 12         | 0          | CI+CI-LP        | 0+1             | 0               | -                  | -                  | -                  | -           | -           | -           | 13     | 0      |
| 2016-2017        | Arezzo           | LP               | 18         | 0          | CI+CI-LP        | 2+0             | 0               | -                  | -                  | -                  | -           | -           | -           | 20     | 0      |
| Totale Arezzo    | Totale Arezzo    | Totale Arezzo    | 30         | 0          |                 | 3               | 0               |                    | -                  | -                  |             | -           | -           | 33     | 0      |
| 2017-2018        | Piacenza         | C                | 34+4       | 1          | CI+CI-C         | 1+0             | 0               | -                  | -                  | -                  | -           | -           | -           | 39     | 1      |
| 2018-gen. 2019   | Lugano           | SL               | 15         | 0          | CI              | 2               | 0               | -                  | -                  | -                  | -           | -           | -           | 17     | 0      |
| gen.-giu. 2019   | Juventus U23     | C                | 15         | 0          | CI-C            | -               | -               | -                  | -                  | -                  | -           | -           | -           | 15     | 0      |
| 2019-2020        | Pescara          | B                | 22+2       | 0          | CI              | -               | -               | -                  | -                  | -                  | -           | -           | -           | 24     | 0      |
| 2020-2021        | Pescara          | B                | 29         | 0          | CI              | 0               | 0               | -                  | -                  | -                  | -           | -           | -           | 29     | 0      |
| Totale Pescara   | Totale Pescara   | Totale Pescara   | 51+2       | 0          |                 | 0               | 0               |                    | -                  | -                  |             | -           | -           | 53     | 0      |
| 2021-2022        | Benevento        | B                | 19+3       | 0          | CI              | 2               | 0               | -                  | -                  | -                  | -           | -           | -           | 24     | 0      |
| 2022-gen.2023    | Benevento        | B                | 15         | 0          | CI              | 1               | 0               | -                  | -                  | -                  | -           | -           | -           | 16     | 0      |
| gen.-giu. 2023   | Palermo          | B                | 4          | 0          | CI              | -               | -               | -                  | -                  | -                  | -           | -           | -           | 4      | 0      |
| 2023-2024        | Benevento        | C                | 29         | 1          | CI-C            | 1               | 0               |                    | -                  | -                  |             | -           | -           | 30     | 1      |
| Totale Benevento | Totale Benevento | Totale Benevento | 63+3       | 1          |                 | 4               | 0               |                    | -                  | -                  |             | -           | -           | 70     | 1      |
| 2024-2025        | Cittadella       | B                | 35         | 1          | CI              | 1               | 0               | -                  | -                  | -                  | -           | -           | -           | 36     | 1      |
| 2025-2026        | Frosinone        | B                | 0          | 0          | CI              | -               | -               |                    | -                  | -                  |             | -           | -           | 0      | 0      |
| Totale carriera  | Totale carriera  | Totale carriera  | 247+9      | 2          |                 | 11              | 0               |                    | -                  | -                  |             | -           | -           | 267    | 2      |